# 性的同意年齢
性的同意年齢（せいてきどういねんれい）は、性的行為に対して同意する能力があるとみなされる年齢の下限。性的同意年齢未満の者と性的行為を行う場合、相手の同意を得ることは原則的に不可能である。双方の同意があったと主張しても、処罰対象となる可能性がある。ただし、婚姻関係である場合や年齢差が小さい場合に双方が同意している時は例外としている法域もある。

## 概要
性的同意年齢は、国家・州ごとに大きな幅がある。欧州では、14歳：オーストリア、ドイツ、ハンガリー、イタリア、ポルトガル、15歳：ギリシャ、ポーランド、スウェーデン、16歳：ベルギー、オランダ、スペイン、ロシア、イギリス、17歳：キプロス、と国によって同意年齢が異なっている。12歳や21歳と定めている国も存在している。
日本における性的同意年齢は長らく13歳であったが、2023年の刑法改正によって16歳に改められた。また、18歳未満との淫行を処罰する青少年保護育成条例が全都道府県に制定されている。イスラエルでは、1977年に性的同意年齢を16歳と定めたが、例外として双方の年齢差が3歳を超えない場合は14歳からとなっている。ただし、被後見者及び直系子孫との肉体関係（近親相姦）における性的同意年齢を21歳としている。国家によっては近親相姦そのものを違法化している場合もある（参照:イスラエル刑法）。
多くの法域では、性交同意年齢は「精神的・機能的に発達した年齢であることを意味するもの」と解釈される。性的虐待は同意年齢に関わらず発生するものであるから、あらゆる年齢に被害者がいることになる。法的な婚姻以外の性行為を一切禁じる法域もある。この同意年齢は、性行為の形式や行為主体の性別、責任のある立場の濫用など他の制限によっても変わりうる。
性的同意年齢に達していない者との性的行為は、そもそも合意が取れないため、たとえ合意があると主張したとしても、婚姻関係や年齢差が小さい場合の例外規定がある国を除いて認められていない。未成年者への犯罪したことに対する罪は、「未成年者略取」などから、重罪である「法定強姦」まで幅がある。

## 北アメリカ・中央アメリカ・カリブ海地域

カナダ連邦、アメリカ合衆国、メキシコの各国家・各州ごとの性的同意年齢
思春期開始年齢以上
12
13
14
15
16
17
18
資料無し

中央アメリカの性的同意年齢

カリブ海地域の性的同意年齢

### メキシコ合衆国
メキシコ合衆国では、連邦政府と州政府の間で刑法が共有されている。その連邦法の刑法では、性的同意年齢を12歳を定めている。日本の場合は刑法で16歳、都道府県条例で18歳と定められている。メキシコでは連邦刑法で12歳と18歳の人が合意の下でなら性行為自体は罪ではないが、保護者次第で起訴される可能性もある。更に州法が連邦法よりも優先される場合があり、起訴するかどうかの決定は年齢自体よりも州当局に委ねられている。州レベルでは、最も低年齢の性的同意年齢は二次性徴が起きる思春期開始（女児は8-12までに開始）年齢とされている。そして12歳が約半数弱の州を占めている。

### アメリカ合衆国
州法によって、性的同意年齢や例外項目が異なる。カリフォルニア州では、18歳未満の未成年者との行為は違法と定めている。しかし、例外として「配偶者である未成年者」との行為は合法となっている。そのため、カリフォルニア州では、「未成年者側の両親の同意」と裁判所の認可の両方があれば、未成年者とも結婚も行為もすることができ、さらには婚姻可能年齢に下限がない。そのため、2017年に12歳の少女と28歳の男性が結婚している。
表現の自由が重視されているアメリカ合衆国では、「児ポ防止法 （Child Pornography Prevention Act of 1996）」、「通信品位法 （Communication Decency Act of 1996）」、「児童オンライン保護法 （Child Online Protection Act of 1998）」など、未成立者コンテンツ又は未成年者の触れるオンラインコンテンツ等を規制しようとする法案や法律は表現の自由に反するという理由等により、未成立や違憲判決で廃止になっている。
実際に13歳の時に40歳前後の男と交際していた映画監督・ジェニファー・フォックス(en)は実体験を「ジェニーの記憶」という映画にしたが、長期間恋愛関係だと認識していたが現在では大人が子供を操るグルーミングであり、児童への性的虐待だったと理解しているように、多くの被害者が理解までに時間がかかることが多いと言われている。

## 日本
日本では、以下のような法律で性的同意年齢が規定されている。
- 2023年に改正された刑法第176条（不同意わいせつ罪）及び第177条（不同意性交等罪）の規定において、男女とも16歳以上と設定されている[13]。なお、13歳以上16歳未満の者に対して性的行為が行われた場合、この規定によって処罰がされるのは、その行為をした者が5歳以上年長の時と規定されている。
- 2017年に刑法改正で創設された監護者性交等罪や監護者わいせつ罪では、養女や娘などに対する監護者の立場に乗じて18歳未満の男女にこれらの行為を働いた場合（同意の有無を問わない）の刑事罰が規定されている[14][15]。
- 1950年から2022年までに全国で制定された青少年保護育成条例（淫行条例）では「18歳未満との淫行行為」に刑事罰を規定されている[16]。
- 1947年に制定され1948年に施行された児童福祉法にて「児童に淫行をさせる行為」に対して刑事罰が規定されている[17]。
- 1964年に改正された風俗営業法では性風俗関連特殊営業の従事者（風俗嬢）と客は18歳以上と規定されており、年齢違反を把握しながら対処をしない事業者には罰則が規定されている。
- 2003年に制定された出会い系サイト規制法ではインターネット異性紹介事業を利用して、18歳未満の児童を性交等の相手方となるように誘引することを禁止し、違反者には罰則が規定されている。
- 2024年4月1日以降、民法上の婚姻可能年齢は男女共に18歳と規定されている。

日本では1880年に制定された刑法で12歳未満の者に対して性行為やわいせつ行為をした場合は刑事罰が規定されていた。1907年の刑法改正で12歳未満から13歳未満に引き上げられ、2023年の法改正まで刑法の規定では性的同意年齢は長らく13歳であった。
2008年に国際連合は日本に対して性交同意年齢の引き上げを勧告する所見を採択している。日本の12歳での性交渉初経験割合は3%程度である。
2016年に日本弁護士連合会は、「性犯罪の罰則整備に関する意見書」において13歳以上の者は性交の意味を理解することが可能であるから、相手方が監護者であるからといって直ちに真摯な同意がないとみなすことはできないとして年齢の引き上げに反対表明した。日弁連に被害者支援団体は抗議した。
2021年5月、立憲民主党所属の本多平直衆議院議員が性犯罪刑法の改正を検討する党内のワーキングチームにおいて、「例えば50歳近くの自分が14歳の子と性交したら、たとえ同意があっても捕まることになる。それはおかしい」と性的同意年齢を13歳から引き上げることに異論を唱えた。本多は発言を撤回したが、立憲民主党は本多を口頭で注意した上に公認取り消し処分とし、同年7月に議員辞職した。
2022年10月に法務省は強制性交・強制わいせつ罪・準強制性交・準強制わいせつ罪の統合と構成要件の具体化、性交同意年齢の16歳引き上げ（同意のある5歳未満年齢差への例外規定）を規定した試案を示した。2023年7月13日より、改正刑法が施行されている。
婚姻年齢について日本では1898年（明治31年）に民法で男性は満17歳、女性は満15歳以上と初めて規定された。1947年（昭和22年）の民法改正により1歳引き上げられ、男性は満18歳以上、女性は満16歳以上となった。2022年4月1日に女性の婚姻年齢も満18歳に引き上げられた。ただし、2022年4月1日時点で16歳以上18歳未満（2004年4月2日～2006年4月1日生まれ）の女性は、経過措置として旧規定を適用されて、2024年4月1日以降は適用されない。民法の成人年齢引き下げと連動して、刑法の未成年者略取誘拐罪の客体対象が20歳未満から18歳未満に引き下げられた。

## イスラーム法（シャリーア）・中東国家・アフリカ大陸

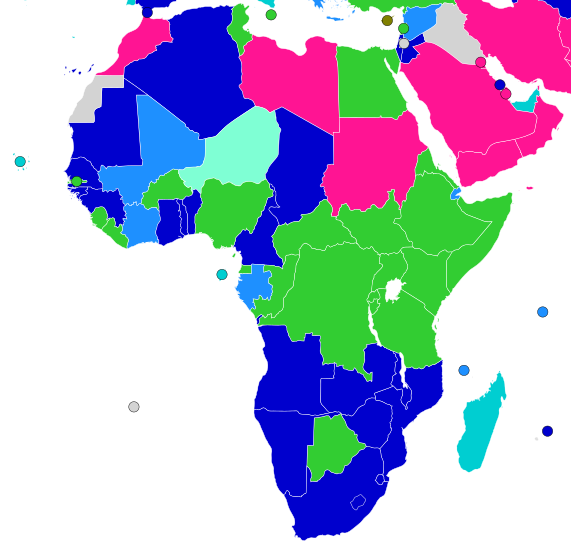
アフリカと中東の国家別性的同意年齢
– 婚前交渉が刑事罰の国（婚姻最低年齢が事実上性的同意年齢の国。ハディース記述から9歳の国・地域もある。）
– 13
– 14
– 15
– 16
– 17
– 18
– データ無し

### イスラム圏における婚前交渉への刑罰
イスラーム法（シャーリア）では、結婚以外の性交（婚前交渉）は基本的に死罪（絞首刑、石打ち、斬首刑）に値する重罪と定められている。イスラム教は不倫や婚前交渉には厳しく、婚前交渉や不倫の罪はシャーリアにてジナと呼ばれ、石打ち刑や鞭打ち刑という刑事対象になっている。イスラム法が法律としては施行されていないイスラム教国でも、ジナの罪には刑事罰が適用される可能性がある。更には、一族の尊厳を守るために「名誉殺人」で主にジナ女性は殺害される可能性もある。リビア、スーダン、パキスタン、アフガニスタン、イラン、サウジアラビア、イエメン、オマーン、アラブ首長国連邦、カタール、バーレーン、クウェート、インドネシア（アチェ州でのみ公開鞭打ち）などイスラム教を国教とする国・地域では婚前交渉が禁止され、刑事罰の対象となっている。そのため、婚姻最低年齢が近代イスラーム国家における事実上の性交同意年齢となる。
十二イマーム派のイランやワッハーブ派のサウジアラビアでは女児の性的同意年齢は9歳である。実際に早婚もあり、国際連合からは強い批判がある。サウジアラビアではそもそも結婚最低年齢を定めた法律が存在しない。

### アフリカ
アフリカの少女の3人に1人が、児童婚させられている。
国際連合は2014年11月、国際連合決議を採択し、加盟国すべてに対する児童婚の禁止を求め、児童婚を防いで、違反者に罰則を設ける法律を可決し、これを実施することを義務付けた。国連総会の人権委員会は、この決議を採択することで、すべての国に対して、子供に対する結婚の強制を完全に止めさせるための真剣な措置を取るよう求めている。

## 韓国
韓国では性交同意年齢を13歳としていた。2020年5月には、通信アプリのチャットルームで、脅迫などにより行わせた女性のわいせつな動画や画像を提供して暴利を得たn番部屋事件に中学生とみられる被害者が含まれていた。皮肉なことに事件をきっかけに未成年への性犯罪への関心が高まり、年齢を16歳に引き上げた。

## フランス
フランスは、容疑者が15歳未満の相手に相手の合意なく性交渉を行ったという証拠のない限り、性的虐待罪としていた。交際中などで双方の合意のある場合は罪に問われなかった。2018年に性的同意年齢が15歳に引きあげられ、14歳以下への性的行為は合意の有無を問わず、強姦罪になった。

## フィリピン
フィリピンは2022年3月4日、性交同意年齢を12歳から16歳に引き上げる法改正が成立した。世界で最も性交同意年齢が低い国のひとつとされていたが、改正後から15歳以下との性行為することは相手の同意があっても犯罪となった。ただし、片方が性的同意年齢未満であっても、年齢差が3歳未満かつ同意がある場合は例外として、処罰対象とならないとしている。ただし、改正について、首都マニラの貧困地帯に住む思春期の青少年のために働いているソーシャルワーカーは、成人と児童の性的関係を「闇に潜らせる」と懸念表明している。

## ポリネシア社会等
伝統的な旧ポリネシア社会では、12歳を過ぎると性行為の同意能力があるとみなされ、多くの女性が12歳から15歳の間に最初の出産を経験していた。先住民族のヤノマミ族の出産も早い。現代でも一部の地域ではこの土俗的な社会通念が通用しており、ピトケアン諸島少女性的暴行事件のような事例もある。サブサハラアフリカにおいても同様の状況にあると言われている。